# Zschortau
Zschortau ist ein Ortsteil der Gemeinde Rackwitz im Landkreis Nordsachsen, Freistaat Sachsen. Er hat etwa 1560 Einwohner und dient vornehmlich als Wohnort.

## Lage

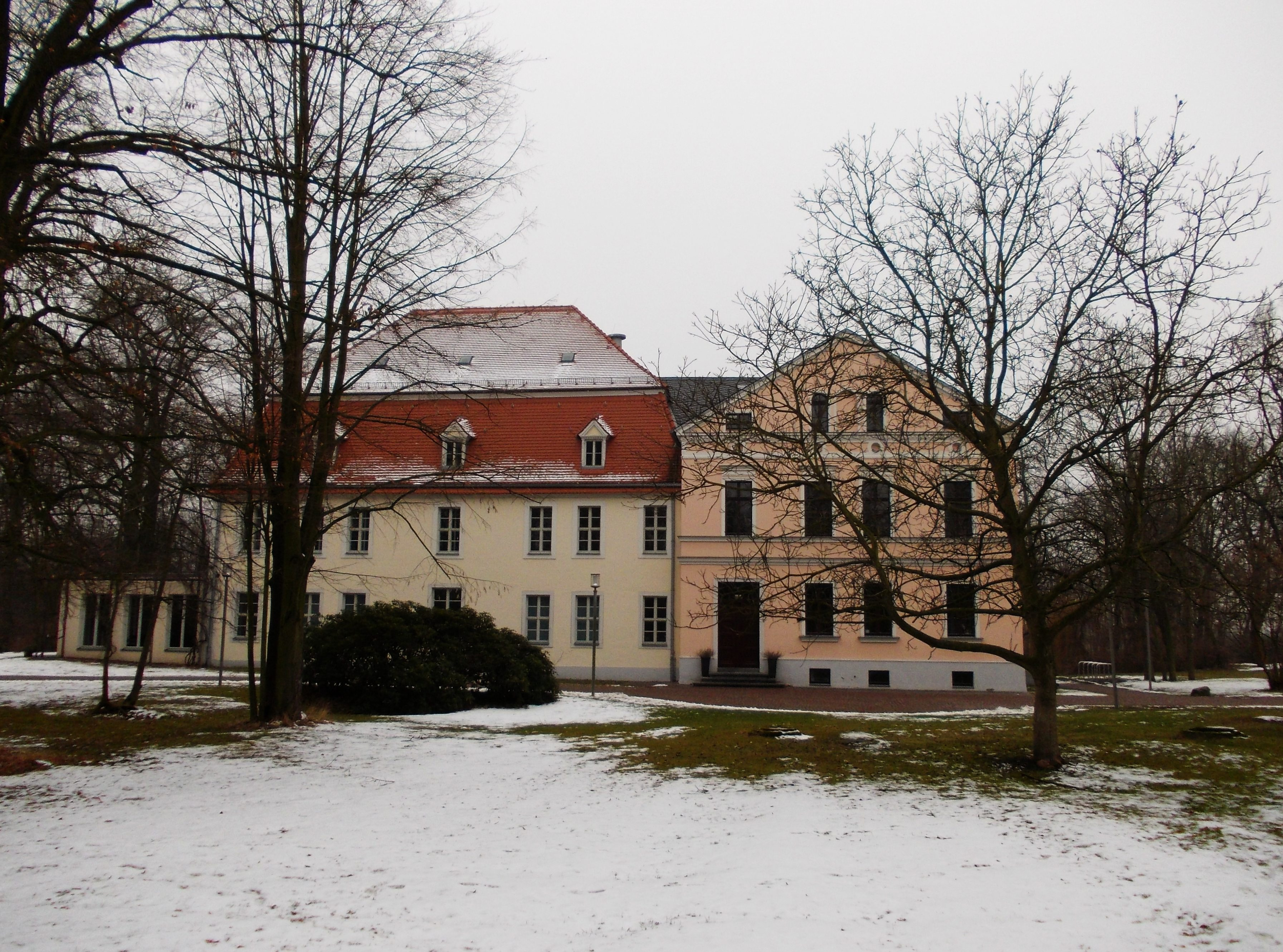
Herrenhaus des Obergutes

Zschortau ist einer von sieben Ortsteilen der Gemeinde Rackwitz mit einer sehr guten Infrastruktur. Der Ort liegt an der B 184, ca. 12 km nördlich von Leipzig und ca. 6 km südlich von Delitzsch. In der Nähe befinden sich ehemalige Braunkohletagebaue, deren Abbaugebiete derzeit geflutet werden, so dass Schladitzer und Werbeliner See entstehen. Das Land ist eben und gehört zur Leipziger Tieflandsbucht und wird vom Lober durchflossen. Durch die neuen Seen, die in der Hauptwetterrichtung liegen und durch ihre Thermik die Wolken teilen, ist es oft trockener als in der nahen Umgebung.

## Geschichte

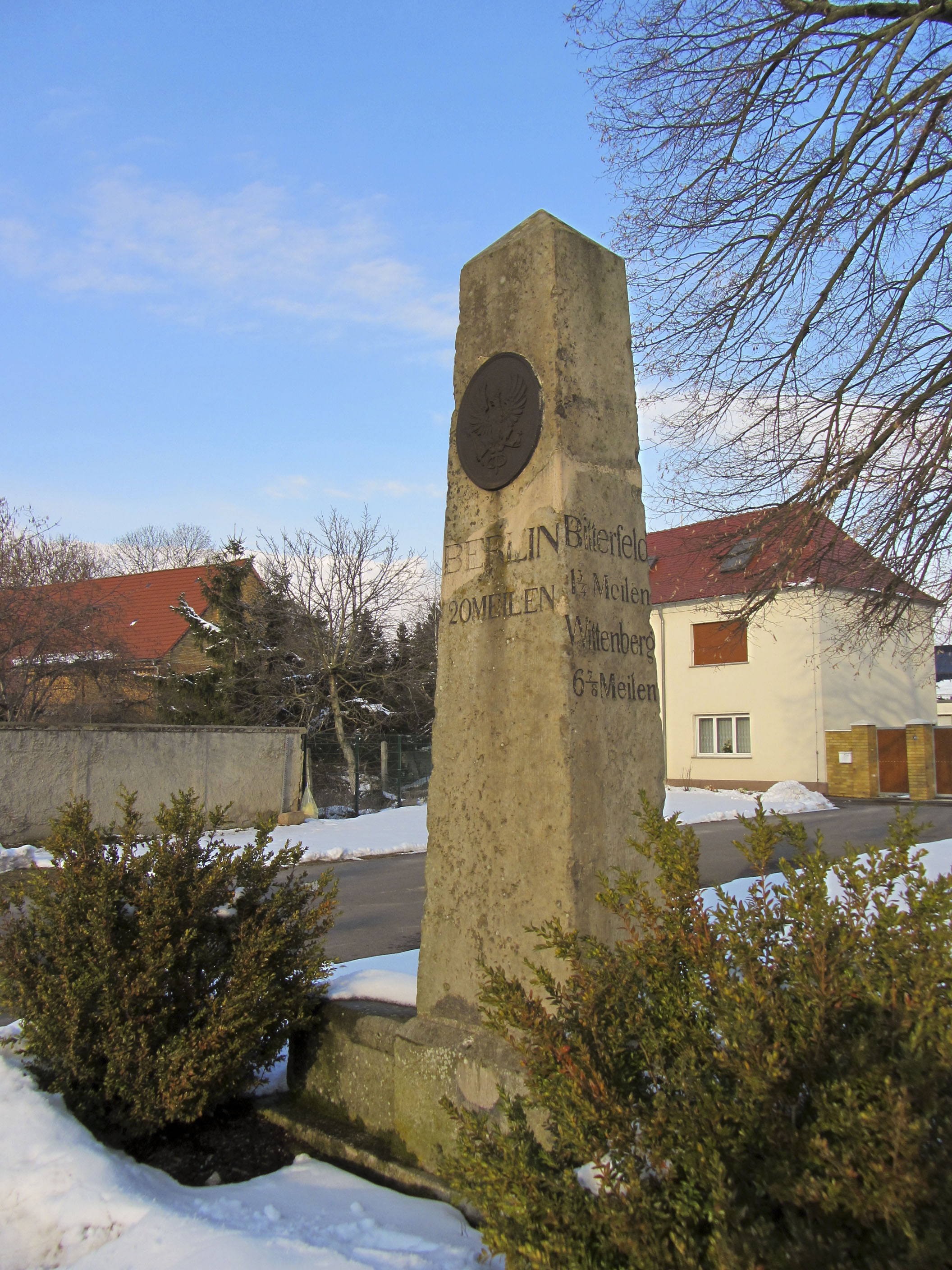
Preußischer Meilenstein in Zschortau

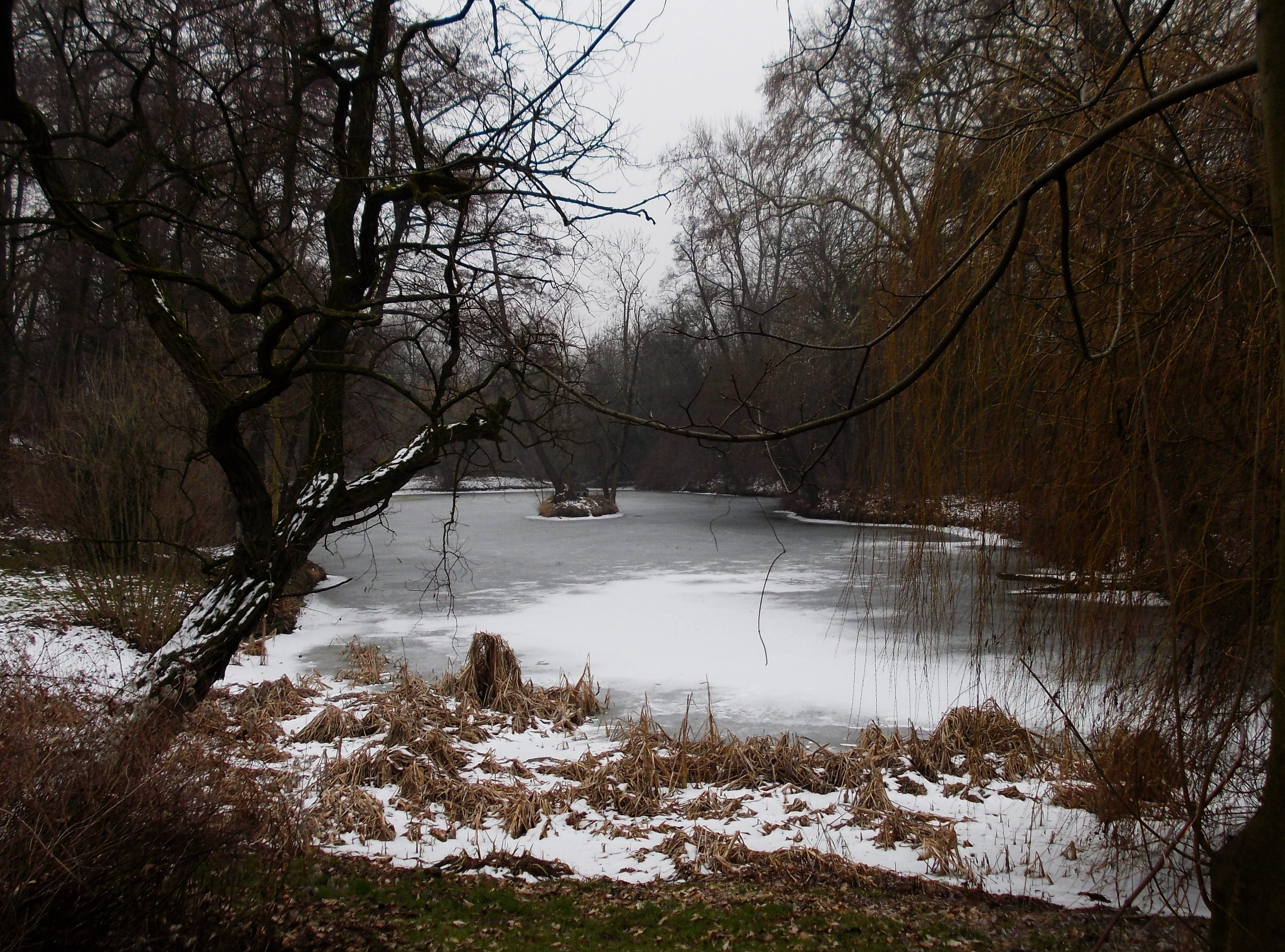
Teich am Obergut

Dem Namen nach ist Zschortau eine slawische Ortsgründung. Die Bedeutung des Namens leitet sich von Zschorny = Schwarz, Teufel her. Die erste deutsche Besiedelung der seit der Völkerwanderung slawischen Gegend erfolgte vermutlich um 1200. Im Lehnbuch von Friedrich dem Strengen wird der Ort als Czorttow das erste Mal 1349 erwähnt. In Zschortau waren 1442 22 Familien ansässig. Im Jahr 1547 wurden zwei Rittergüter erwähnt. Die Gründung einer Schule fand 1590 statt. Die Kirche des Ortes erhielt 1726 eine Turmuhr. Die Scheibeorgel der Kirche wurde 1746 durch Johann Sebastian Bach abgenommen. Johann Jacob Volkmann, Erbherr zu Zschortau und Biesen, errichtete nach 1764 auf dem Obergut ein spätbarockes Herrenhaus und ließ den Park im englischen Stil gestalten.
Zschortau hatte im Jahr 1800 300 Einwohner. Der Ort gehörte bis 1815 zum kursächsischen Amt Delitzsch. Durch die Beschlüsse des Wiener Kongresses wurde er an Preußen abgetreten und 1816 dem Kreis Delitzsch im Regierungsbezirk Merseburg der Provinz Sachsen zugeteilt, zu dem er bis 1952 gehörte. Der preußische Meilenstein weist eine Entfernung von 20 Meilen nach Berlin aus.
Der Anschluss an das Eisenbahnnetz fand 1859 statt (Bahnstrecke Leipzig – Bitterfeld – Dessau/Wittenberg). Ein Jahr später wurde die Freiwillige Feuerwehr Zschortau gegründet. Im Jahr 1900 wohnten in Zschortau 999 Einwohner. Am 5. Mai 1902 verunglückte der Durchgangszug 21 von Leipzig nach Bitterfeld in Zschortau.
Zum Ende des Zweiten Weltkriegs wurde der Ort im April 1945 von den Amerikanern besetzt. Ab Juni rückte die Rote Armee ein und Zschortau wurde der sowjetischen Besatzungszone angeschlossen. Das Obergut wurde zur Landwirtschaftsfachschule und das Untergut zum volkseigenen Gut. Am 20. Juli 1950 erfolgte die Eingemeindung von Biesen und Brodenaundorf. Im Jahr 1952 wurde der Ort mit dem Kreis Delitzsch dem Bezirk Leipzig zugeschlagen. Ein Neubau der Schule wurde 1968 abgeschlossen. Eine Turnhalle wurde 1976 bis 1977 erbaut. Kreuma wurde 1974 ein Ortsteil von Zschortau. Mit der Erweiterung des westlich gelegenen Tagebaus Delitzsch-Südwest wurde 1981 der Ort Kattersnaundorf devastiert und seine Flur mit dem Ortsteil Werbelin nach Zschortau eingemeindet.
Nach der Wende wurde Zschortau 1990 wieder dem Land Sachsen zugehörig erklärt. Der Ortsteil Werbelin wurde im Jahr 1992, ein Jahr vor Schließung des Tagebaus Delitzsch-Südwest, abgerissen. Die Ortsflur wurde aber nicht mehr überbaggert. Zschortau gehörte ab 1994 zum Landkreis Delitzsch. Im gleichen Jahr wurde Lemsel eingemeindet. Das ehemalige Obergut wurde 2003 umfassend saniert und dient als Ausbildungsstätte für Ingenieure im Rahmen der Entwicklungszusammenarbeit. Zschortau schloss sich am 1. März 2004 mit der Gemeinde Rackwitz zusammen.

### Eingemeindungen
- Biesen (1950)
- Brodenaundorf (1950)
- Kreuma (1974)
- Kattersnaundorf (1981, mit der Devastierung des Orts)
- Werbelin (1981, vorher zu Kattersnaundorf gehörig, 1992 devastiert)
- Lemsel (1994)

### Ortssiegel

Gemeindesiegel, 1839

Im 19. Jahrhundert führte Zschortau ein Bildsiegel mit der Abbildung eines Laubbaumes. Es findet heute keine Verwendung mehr.

## Infrastruktur

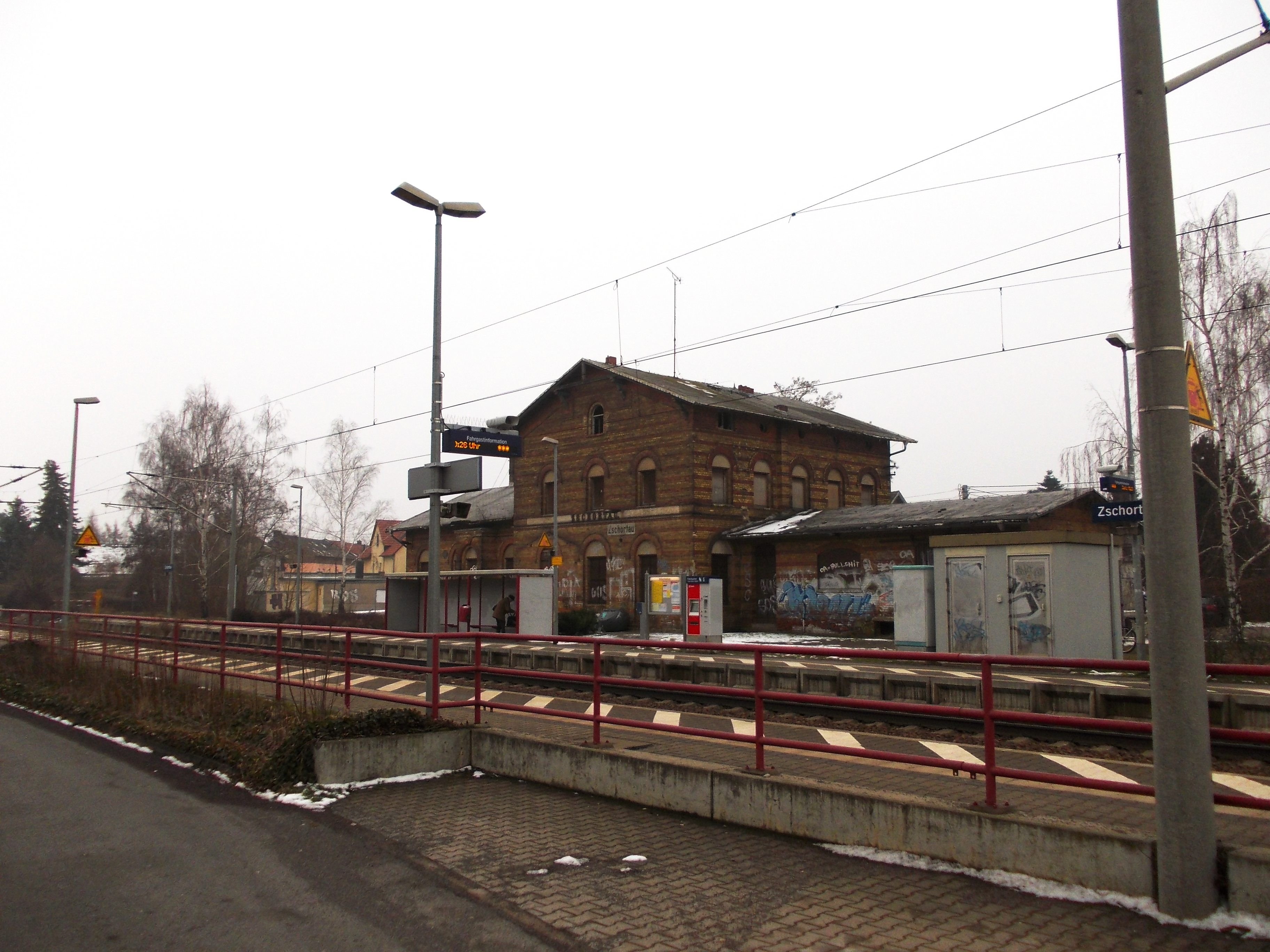
Haltepunkt Zschortau

Der Haltepunkt Zschortau liegt an der Bahnstrecke Bitterfeld–Leipzig und wird ausschließlich von der S-Bahn Mitteldeutschland bedient. Die vorherigen Linien RB 54 und RB 57 sind seit 13. Dezember 2015 in der S-Bahn-Linie S 2 aufgegangen.
Zschortau gehört zum Verbundgebiet des Mitteldeutschen Verkehrsverbundes (MDV) und liegt in dessen Tarifzone 165.
| Linie | Strecke                                                                                             | Takt            |
| ----- | --------------------------------------------------------------------------------------------------- | --------------- |
| S 2   | Leipzig Stötteritz – Leipzig Hauptbahnhof (tief) – Delitzsch – Bitterfeld – Dessau / Lu. Wittenberg | 30-Minuten-Takt |

Die Bundesstraße 184 führt um den Ort herum, die Autobahnen A 9 und A 14 sind rund 15 bzw. 8 Kilometer entfernt. Bis zum Flughafen Leipzig/Halle sind es rund 12 Kilometer Luftlinie.
Die wichtigsten Einrichtungen der Grundversorgung sind im Ort vorhanden. Weiterhin verfügt der Ort über Kinderkrippe, Kindergarten, Grundschule, Hort, allgemeinen Arzt, Zahnarzt, Physiotherapie und Bücherei. Außerdem ist ein Sportverein ansässig mit den Abteilungen Fußball, Handball, Tischtennis, Dart und Gymnastik. Weiterhin gibt es im Ort einen Hundesport- und Angelverein sowie die Freiwillige Feuerwehr Zschortau.

## Persönlichkeiten
- Johann Jacob Volkmann (1732–1803), Schriftsteller
- Alfred Wilhelm Volkmann (1801–1877), Physiologe
- Clara Maria Fechner (1809–1900), Schriftstellerin
- Detlef Gröger (1929–2010), Pharmazeut, Biochemiker